# Tonglen
Tonglen é uma prática budista que envolve inspirar e refletir o sofrimento do próximo e expirar desejando paz e cura. Seu propósito é cultivar a compaixão.
Tong significa "dar ou enviar", e len significa "receber ou tomar". Tonglen também é conhecido como "trocar o eu com o outro". É o sétimo slogan, sob Bodhicitta Relativa, em Lojong. E é um treinamento aspiracional dos preceitos da Bodhicitta no Longchen Nyingthig Ngöndro: ver os outros como iguais a si mesmo, trocando o eu pelo outro, onde a aplicação da Bodhicitta começa com a doação.

## Prática
Na prática, a pessoa troca o eu com o outro, enviar e receber devem ser praticados alternadamente. Esses dois devem surfar na respiração. Como tal, é um treinamento em altruísmo.
A função da prática é:
- reduzir o apego egoísta
- aumentar o sentimento de renúncia[7]
- purificar o carma dando e ajudando[7]
- desenvolver e expandir a bondade amorosa e a bodhicitta[6][7]

A prática de Tonglen envolve todas as Seis Perfeições; doação, ética, paciência, esforço alegre, concentração e sabedoria. Estas são as práticas de um Bodhisattva.

## Aspectos práticos
Patrul Rinpoche (1808–1887), um proeminente professor e autor da escola Nyingma do budismo tibetano, descreve a prática como algo que começa na expiração, imaginando dar (enviar) felicidade e o melhor. Então, ao inspirar, imagine receber os sofrimentos.
Pema Chödrön, uma monja budista tibetana americana na tradição do budismo Shambhala (2000), diz que Tonglen pode começar na inspiração e dá as seguintes instruções:
| “              | Na inspiração, você respira qualquer área particular, grupo de pessoas, país ou até mesmo uma pessoa em particular... talvez não seja essa situação mais global, talvez seja respirar o desconforto físico e a angústia mental da quimioterapia; de todas as pessoas que estão passando por quimioterapia. E se você já passou por quimioterapia e saiu do outro lado, isso é muito real para você. Ou talvez seja a dor daqueles que perderam entes queridos; de repente, ou recentemente, inesperadamente ou ao longo de um longo período de tempo, alguns morrendo. Mas a inspiração é... você encontra algum lugar no planeta em sua vida pessoal ou algo que você conhece, e respira com o desejo de que aqueles seres humanos ou aqueles animais maltratados ou quem quer que seja, possam ser livres daquele sofrimento, e você respira com o anseio de remover seu sofrimento. E então você expira – apenas relaxa... cria espaço suficiente para que os corações e mentes das pessoas se sintam grandes o suficiente para viver com seu desconforto, seu medo, sua raiva ou seu desespero, ou sua angústia física ou mental. Mas você também pode expirar por aqueles que não têm comida e bebida, você pode expirar comida e bebida. Para aqueles que estão sem-teto, você pode expirar/enviá-los abrigo. Para aqueles que estão sofrendo de alguma maneira, você pode enviar segurança, conforto. Assim, na inspiração, você respira com o desejo de remover o sofrimento, e expira com o desejo de enviar conforto e felicidade para as mesmas pessoas, animais, nações ou o que quer que você decida. Faça isso por um indivíduo ou faça isso por grandes áreas, e se você fizer isso com mais de um assunto em mente, tudo bem... respirando o máximo que puder, irradiando o mais amplamente que puder | ” |
| — Pema Chödrön | |   |

A intenção desta prática é trabalhar com padrões mentais habituais e “desenvolver a atitude psicológica de trocar a si mesmo pelos outros”, como escreve Chogyam Trungpa Rinpoche em Training the Mind and Cultivating Kindness.
Tomar para si o sofrimento dos outros e dar felicidade e sucesso a todos os seres sencientes parece uma tarefa pesada, especialmente para um iniciante na prática. Pode ser apropriado começar com questões menores, como trabalhar consigo mesmo para aumentar o próprio bem-estar, aumentar a harmonia na família, abrir a mente para se comunicar melhor com outras pessoas ou simplesmente encontrar mais paz ao fazer as tarefas diárias necessárias.
O princípio de absorver o sofrimento ou a desarmonia na inspiração e espalhar um antídoto de alegria, harmonia ou paz de espírito (ou o que for necessário no caso específico) na expiração é o mesmo descrito acima. Também é uma boa opção usar uma pequena pausa após a inspiração para converter o sofrimento ou a desarmonia em um antídoto positivo que deve ser expirado.
Assumir o sofrimento não significa realmente sobrecarregar-se com a miséria do mundo, mas sim reconhecer sua existência e aceitá-la. Isto permite aumentar a própria paz de espírito ao mesmo tempo que se absorve o sofrimento ou a desarmonia, de modo que há menos contradição do que parece haver.

## História
Esta prática é resumida em sete pontos, que são atribuídos ao grande mestre budista indiano Atisha Dipankara Shrijnana, nascido em 982 EC. Eles foram escritos pela primeira vez pelo mestre Kadampa Langri Tangpa (1054–1123). A prática tornou-se mais amplamente conhecida quando Geshe Chekawa Yeshe Dorje (1101–1175) resumiu os pontos em seus Sete Pontos de Treinamento da Mente. Esta lista de aforismos ou 'slogans' de treinamento mental (lojong) compilada por Chekawa é frequentemente chamada de Slogans de Atisha.

## Áudio
- Chodrön, Pema. Boa Medicina: Como Transformar Dor em Compaixão com Meditação Tonglen. Sounds True, Inc., 2001.ISBN 1-56455-846-0